# ニューヨーク映画批評家協会賞 助演男優賞
ニューヨーク映画批評家協会賞助演男優賞は、ニューヨーク批評家協会が与える賞の一つである。1969年に設置された。

## 受賞者

### 1960年代
| 年   | 受賞者               | 作品名                 | 役名               |
| ---- | -------------------- | ---------------------- | ------------------ |
| 1969 | ジャック・ニコルソン | 『イージー・ライダー』 | ジョージ・ハンセン |

### 1970年代
| 年   | 受賞者                     | 作品名                 | 役名                             |
| ---- | -------------------------- | ---------------------- | -------------------------------- |
| 1970 | チーフ・ダン・ジョージ     | 『小さな巨人』         | Old Lodge Skins                  |
| 1971 | ベン・ジョンソン           | 『ラスト・ショー』     | サム                             |
| 1972 | ロバート・デュヴァル       | 『ゴッドファーザー』   | トム・ヘイゲン                   |
| 1973 | ロバート・デ・ニーロ       | 『ミーン・ストリート』 | ジョニー・ボーイ                 |
| 1974 | シャルル・ボワイエ         | 『薔薇のスタビスキー』 | Baron Raoul                      |
| 1975 | アラン・アーキン           | Hearts of the West     | Burt Kessler                     |
| 1976 | ジェイソン・ロバーズ       | 『大統領の陰謀』       | ベン・ブラッドリー               |
| 1977 | マクシミリアン・シェル     | 『ジュリア』           | ヨハン                           |
| 1978 | クリストファー・ウォーケン | 『ディア・ハンター』   | ニック                           |
| 1979 | メルヴィン・ダグラス       | 『チャンス』           | ベンジャミン・ターンブル・ランド |

### 1980年代
| 年   | 受賞者                           | 作品名                                           | 役名                     |
| ---- | -------------------------------- | ------------------------------------------------ | ------------------------ |
| 1980 | ジョー・ペシ                     | 『レイジング・ブル』                             | ジョーイ・ラモッタ       |
| 1981 | ジョン・ギールグッド             | 『ミスター・アーサー』                           | ホブスン                 |
| 1982 | ジョン・リスゴー                 | 『ガープの世界』                                 | ロバータ・マルドゥーン   |
| 1983 | ジャック・ニコルソン             | 『愛と追憶の日々』                               | ギャレット・ブリードラヴ |
| 1984 | ラルフ・リチャードソン           | 『グレイストーク -類人猿の王者- ターザンの伝説』 | グレイストーク伯爵       |
| 1985 | クラウス・マリア・ブランダウアー | 『愛と哀しみの果て』                             | ブロア                   |
| 1986 | ダニエル・デイ＝ルイス           | 『マイ・ビューティフル・ランドレット』           | ジョニー                 |
| 1986 | ダニエル・デイ＝ルイス           | 『眺めのいい部屋』                               | シシル・ヴァイス         |
| 1987 | モーガン・フリーマン             | 『NYストリート・スマート』                       | ファスト・ブラック       |
| 1988 | ディーン・ストックウェル         | 『愛されちゃって、マフィア』                     | トニー“タイガー”・ルッソ |
| 1988 | ディーン・ストックウェル         | 『タッカー』                                     | ハワード・ヒューズ       |
| 1989 | アラン・アルダ                   | 『ウディ・アレンの重罪と軽罪』                   | レスター                 |

### 1990年代
| 年   | 受賞者                    | 作品名                         | 役名                               |
| ---- | ------------------------- | ------------------------------ | ---------------------------------- |
| 1990 | ブルース・デイヴィソン    | 『ロングタイム・コンパニオン』 | デイヴィッド                       |
| 1991 | サミュエル・L・ジャクソン | 『ジャングル・フィーバー』     | ゲイター・パリフィ                 |
| 1992 | ジーン・ハックマン        | 『許さざれる者』               | リトル・ビル・ダゲット             |
| 1993 | レイフ・ファインズ        | 『シンドラーのリスト』         | アーモン・ゲート                   |
| 1994 | マーティン・ランドー      | 『エド・ウッド』               | ベラ・ルゴシ                       |
| 1995 | ケヴィン・スペイシー      | 『アウトブレイク』             | ケイシー                           |
| 1995 | ケヴィン・スペイシー      | 『セブン』                     | ジョン・ドゥ                       |
| 1995 | ケヴィン・スペイシー      | 『ザ・プロデューサー』         | バディ・アッカーマン               |
| 1995 | ケヴィン・スペイシー      | 『ユージュアル・サスペクツ』   | ヴァーバル・キント                 |
| 1996 | ハリー・ベラフォンテ      | 『カンザス・シティ』           | セルダム・シーン                   |
| 1997 | バート・レイノルズ        | 『ブギーナイツ』               | ジャック・ホーナー                 |
| 1998 | ビル・マーレイ            | 『天才マックスの世界』         | ハーマン・ブルーム                 |
| 1999 | ジョン・マルコヴィッチ    | 『マルコヴィッチの穴』         | ジョン・ホレイショ・マルコヴィッチ |

### 2000年代
| 年   | 受賞者                       | 作品名                             | 役名                   |
| ---- | ---------------------------- | ---------------------------------- | ---------------------- |
| 2000 | ベニチオ・デル・トロ         | 『トラフィック』                   | ハビエル・ロドリゲス   |
| 2001 | スティーヴ・ブシェミ         | 『ゴーストワールド』               | シーモア               |
| 2002 | デニス・クエイド             | 『エデンより彼方に』               | フランク・ウィテカー   |
| 2003 | ユージン・レヴィ             | 『みんなのうた』                   | ミッチ・コーエン       |
| 2004 | クライヴ・オーウェン         | 『クローサー』                     | ラリー・グレイ         |
| 2005 | ウィリアム・ハート           | 『ヒストリー・オブ・バイオレンス』 | リッチー・キューザック |
| 2006 | ジャッキー・アール・ヘイリー | 『リトル・チルドレン』             | ロニー・マゴーヴィー   |
| 2007 | ハビエル・バルデム           | 『ノーカントリー』                 | アントン・シガー       |
| 2008 | ジョシュ・ブローリン         | 『ミルク』                         | ダン・ホワイト         |
| 2009 | クリストフ・ヴァルツ         | 『イングロリアス・バスターズ』     | ハンス・ランダ         |

### 2010年代
| 年   | 受賞者                  | 作品名                                | 役名                           |
| ---- | ----------------------- | ------------------------------------- | ------------------------------ |
| 2010 | マーク・ラファロ        | 『キッズ・オールライト』              | ポール                         |
| 2011 | アルバート・ブルックス  | 『ドライヴ』                          | バーニー・ローズ               |
| 2012 | マシュー・マコノヒー    | 『バーニー/みんなが愛した殺人者』     | ダニー・ダック・デヴィッドソン |
| 2012 | マシュー・マコノヒー    | 『マジック・マイク』                  | ダラス                         |
| 2013 | ジャレッド・レト        | 『ダラス・バイヤーズクラブ』          | レイヨン                       |
| 2014 | J・K・シモンズ          | 『セッション』                        | テレンス・フレッチャー         |
| 2015 | マーク・ライランス      | 『ブリッジ・オブ・スパイ』            | ルドルフ・アベル               |
| 2016 | マハーシャラ・アリ      | 『ムーンライト』                      | フアン                         |
| 2017 | ウィレム・デフォー      | 『フロリダ・プロジェクト 真夏の魔法』 | ボビー・ヒックス               |
| 2018 | リチャード・E・グラント | 『ある女流作家の罪と罰』              | ジャック・ホック               |
| 2019 | ジョー・ペシ            | 『アイリッシュマン』                  | ラッセル・バファリーノ         |

### 2020年代
| 年   | 受賞者                       | 作品名                                                 | 役名               |
| ---- | ---------------------------- | ------------------------------------------------------ | ------------------ |
| 2020 | チャドウィック・ボーズマン   | 『ザ・ファイブ・ブラッズ』                             | ノーマン           |
| 2021 | コディ・スミット＝マクフィー | 『パワー・オブ・ザ・ドッグ』                           | ピーター・ゴードン |
| 2022 | キー・ホイ・クァン           | 『エブリシング・エブリウェア・オール・アット・ワンス』 | ウェイモンド・ワン |
| 2023 | チャールズ・メルトン         | 『メイ・ディセンバー ゆれる真実』                      | ジョー・ユ         |